# Schnellboot
De Schnellboot (ook wel E-boot of S-boot) was een type torpedoboot van de Duitse Kriegsmarine in de Tweede Wereldoorlog. Deze boten waren groter dan hun Britse en Amerikaanse tegenhangers.
De ontwikkeling van de Schnellboot kwam tot stand doordat Duitsland na de Eerste Wereldoorlog beperkt werd door het verdrag van Versailles. Duitsland mocht geen grote marine meer opzetten. Deze beperking kon worden omzeild door de ontwikkeling van een lichte vloot.
Eind jaren 20 had de Duitse marine het plan opgevat om een torpedeboot te ontwikkelen op basis van het luxe burgerjacht de Oheka II. Dit was een snel en zeewaardig jacht. De Duitse marine bestelde in 1929 een soortgelijke boot als de Oheka II maar dan voorzien van twee torpedobuizen. Dit werd de S-1, de eerste Schnellboot. Voornamelijk uit hout opgebouwd werden deze boten steeds doorontwikkeld tot ze aan het eind van de oorlog een lengte van 35 meter en een volume van 100 ton hadden bereikt.

Het type S-38b (vanaf 1943) was het eerste type dat voorzien werd van een gepantserd dek, dit werd noodzakelijk omdat de geallieerden luchtoverwicht hadden en zodoende een groot gevaar voor de bemanning waren. Het type S-100 werd vanaf het begin ontworpen met de gepantserde brug, "Kalotte" genoemd.
De Schnellboot was zeer geschikt voor de Noordzee en staat ook bekend als de beste torpedeboot uit de Tweede Wereldoorlog. In het begin van de oorlog bezat Duitsland achttien van deze boten. Tussen 1940 en 1945 zijn er ongeveer 230 gebouwd.
De S-100 (een van de typen) werd aangedreven door drie Daimler-Benz MB 511-V 2500 pk dieselmotoren, totaal 7500 pk. Hiermee kon de S-boot een snelheid halen van 43,5 knopen, met een kortdurende topsnelheid van 48 knopen. De laatste ontwikkelingen waren motoren van 3000 pk elk, maar Duitsland capituleerde voordat de S-Boote met deze motoren werden uitgerust. Tegen het eind van de oorlog kwam het onderhoud van de motoren in het gedrang. Grote slijtage van deze sterke motoren, materiaalgebrek en de bombardementen op de fabrieken die de motoren produceerden waren de boosdoeners.
Deze boten voerden bliksemaanvallen uit en hebben hiermee veel succes behaald. De Schnellboot werd ingezet bij aanvallen op geallieerde schepen die zich in de kustwateren rond de Britse eilanden bevonden. Ook in de Middellandse Zee en Zwarte Zee ontbraken ze niet. Het ging dan vooral om nachtelijke acties. Verder werden ze gebruikt om zeemijnen te leggen; ze konden echter maar zes mijnen per keer meenemen. Na de oorlog werden de buitgemaakte S-boten met veel belangstelling door de geallieerden bekeken.
De S-100 had twee torpedo's in de torpedobuizen en nog eens twee op het dek om te herladen.
Deze twee extra torpedo's beïnvloedden door hun gewicht de prestaties van de boot en ze werden daarom ook weleens niet meegenomen.

De overige bewapening bestond uit een lichte mitrailleur bij de eerste Schnellboote. Bij de laatste typen (S-100) was de bewapening aanzienlijk uitgebreid: een 20 mm snelvuurkanon op de boeg in een "Drehkranzlafette", een dubbel 20 mm-snelvuurkanon midscheeps en een 37 mm-snelvuurkanon op de achtersteven. Bij enkele boten was dit laatste wapen vervangen door een 40 mm Bofors FLAK 28 of een Vierling FLAK 20 mm. De laatste twee wapens vereisten echter een grotere bemanning, wat niet praktisch was.